# 1999년 전국체육대회
제80회 전국체육대회는 1999년 10월 11일부터 1999년 10월 17일까지 인천광역시에서 개최되었다.
1983년 제64회 대회 개최 이후 16년만에 전국체육대회를 개최하였으며, 대회 경기결과 등의 인터넷 정보를 제공하였다.

## 개요
- 대회명칭 : 제80회 전국체육대회
- 개최기간 : 1999년 10월 11일 ~ 1999년 10월 17일
- 개최지 : 인천광역시
- 구호 : 굳센체력, 알찬단결, 빛나는 전진
- 참가인원 : 21,414명
- 종별 : 일반부, 대학부, 고등부
- 마스코트 : 미래로

## 종목

### 정식종목
| - 검도 - 골프 - 궁도 - 근대5종 - 농구 - 럭비 - 레슬링 - 롤러 - 배구 | - 배드민턴 - 보디빌딩 - 복싱 - 볼링 - 사격 - 사이클 - 수영 - 승마 - 씨름 | - 야구 - 양궁 - 역도 - 요트 - 우슈 - 유도 - 육상 - 정구 - 조정 | - 체조 - 축구 - 카누 - 탁구 - 태권도 - 테니스 - 펜싱 - 하키 - 핸드볼 |

### 시범종목
- 세팍타크로
- 소프트볼
- 수중

## 종합순위
개최지
| 순위 | 지역       | 점수   | 금  | 은  | 동   | 합계 |
| 1    | 경기도     | 65,008 | 97  | 96  | 110  | 303  |
| 2    | 서울특별시 | 64,280 | 111 | 65  | 94   | 270  |
| 3    | 인천광역시 | 62,243 | 71  | 70  | 404  | 545  |
| 4    | 충청남도   | 45,213 | 55  | 69  | 59   | 183  |
| 5    | 강원도     | 41,093 | 60  | 57  | 87   | 204  |
| 6    | 전라북도   | 39,376 | 49  | 29  | 81   | 169  |
| 7    | 부산광역시 | 37,980 | 43  | 48  | 87   | 178  |
| 8    | 대구광역시 | 36,741 | 43  | 43  | 57   | 143  |
| 9    | 경상북도   | 33,071 | 39  | 45  | 60   | 144  |
| 10   | 경상남도   | 32,418 | 39  | 28  | 65   | 122  |
| 11   | 전라남도   | 31,837 | 38  | 43  | 49   | 130  |
| 12   | 대전광역시 | 29,148 | 29  | 34  | 61   | 124  |
| 13   | 충청북도   | 27,580 | 36  | 39  | 43   | 118  |
| 14   | 광주광역시 | 27,016 | 29  | 33  | 35   | 97   |
| 15   | 울산광역시 | 18,654 | 20  | 13  | 23   | 56   |
| 16   | 제주도     | 10,269 | 14  | 22  | 22   | 58   |
| 총계 | 총계       | 총계   | 773 | 734 | 1337 | 2844 |

### 최우수 선수상
최우수 선수상은 한국체육기자연맹 기자단의 투표로 결정된다.
- 최우수 선수상(MVP) : 김태현 (인천광역시/역도)

- 아시아신기록 3개 수립